# Рейдерство
Ре́йдерство (в Україні) — вилучення майна на нібито законних підставах, в основі виникнення яких лежать прогалини в законі або системні недоліки функціонування державних інститутів (судової та правоохоронної систем, системи реєстрації юридичних осіб тощо)..
Рейдер — фізична чи юридична особа, спеціаліст з перехоплення оперативного керівництва або власності фірми за допомогою спеціально інсценованого бізнес-конфлікту.
Рейдерство «по-українськи» здебільшого полягає у набутті сумнівними шляхами тимчасового права розпоряджатися активами та якнайшвидшим продажем цих активів пов'язаним із рейдером особам, із наступними перепродаваннями вилучених активів між пов'язаними особами, маючи на меті завадити (унеможливити) їхньому поверненню законним власникам.
Основними об'єктами рейдерів є ВАТ (відкриті акціонерні товариства) та ЗАТ (закриті акціонерні товариства), хоча під їхні атаки попадають і ТОВ (товариства з обмеженою відповідальність), що є фінансово не стабільними, та в яких існує конфлікт між власниками.
В 2007 році в Україні для боротьби з рейдерством створена Міжвідомча комісія з питань протидії протиправному поглинанню та захопленню підприємств, що діє при Кабінеті Міністрів України.

## Протидія рейдерству у 2019 р.
За заявами представників держави:
"У червні 2019, почалась реальна боротьба з рейдерством. За лідерства Олексія Гончарука і Дмитра Дубілета, організувалась команда, яка за короткий час навела порядок. За час перебування Власюка В.В. директором департаменту державної реєстрації та нотаріату Міністерства юстиції (2019), зникло явище системного рейдерства."

## Рейдерство у 2021-2022 рр.
У 2022 році у середньому, щомісяця відкривалось 30 справ про рейдерство. Для порівняння, у 2021 році цей показник складав 50 проваджень на місяць. Всього у 2021 році  зафіксували 597 таких проваджень, а у 2022-му році - 131 справу. 

## Рейдерство у 2023 р.
Після спаду у перший рік повномасштабного вторгнення, кількість справ про рейдерство в Україні стрімко зростає. Лише за 10 місяців поточного року було відкрито у 2,4 рази більше проваджень, аніж за весь 2022. Проте це все ще менше, аніж було обліковано у 2021. Переважна більшість справ стосується підробки документів.
312 кримінальних проваджень за статтями щодо рейдерства було відкрито в Україні за 10 місяців 2023 року. Це у 2,4 рази більше, ніж за весь 2022 рік, коли було зареєстровано 131 провадження. Попри стрімке зростання, активність рейдерів все ще не повернулась до показників 2021 року, коли було зафіксовано вдвічі більше справ за відповідними статтями — 614 проваджень. 363 справи про рейдерство було відкрито в Україні у 2023 році. 